# Schaufensterpuppen
Schaufensterpuppen är den tyska titeln på en av Kraftwerks låtar från skivan Trans Europa Express från 1977. På engelska heter låten "Showroom Dummies" och på franska "Les Mannequins".
På många sätt kan Schaufensterpuppen ses som en konceptuell föregångare till Kraftwerks välkända låt Die Roboter som kom året därpå.
Titeln Schaufensterpuppen betyder skyltdockor på svenska. Detta, påstår bandet själva i vissa intervjuer, var en ironisk kommentar till att media hela tiden kommenterade deras stela stil och att de, i negativa ordalag, i vissa recensioner kallats för skyltdockor. Denna fascination för dockan eller dubbelgångaren skulle senare få dem att skapa skyltdockor med kopior av deras egna ansikten. Dessa dockor kom bandet senare att använda live, för promotionsfotografering och i musikvideor. 1986 blev dessa dockansikten i sin tur modeller för de digitala ansiktena på omslaget till Electric Cafe. Från och med skivan The Mix 1991 så har dockorna helt bytts ut mot de robotar som bandet använder sig av idag. 
Kraftwerk spelade Schaufensterpuppen live som extranummer på vissa konserter redan 1976, som en vidareutveckling av en lång version av Mitternacht som var ett stycke som de spelade under 1974 och 1975. Det var dock först i och med Trans Europa Express som låten gavs ut på skiva. Den spelades även live i alla sina språkversioner under Computerwelt-turnén 1981. Efter ett långvarigt uppehåll som del av Kraftwerks konserter så dök den upp igen 2006 då bandet gjorde ett antal festivalspelningar. 
Den tyska versionen av låten finns inte utgiven som singel; däremot har både den engelska och den franska versionen kommit i ett flertal singelutgåvor. 
Kraftwerk spelade även in en video till låten där man kan se bandet för första gången använda sig av skyltdockor, dock utan de porträttlika ansiktena som först tillkom året därpå. Man får också mot slutet av videon se gruppen iklädda strikta kostymer dansa en stel robotdans. Till återlanseringen av låten i deras konsertrepertoar så skapades även en ny video till bakprojektionen som rullar konserten igenom.